# 밥 먼크리프
로버트 클리블랜드 먼크리프(Robert Cleveland Muncrief, 1916년 1월 28일~1996년 2월 6일)는 미국의 프로 야구 선수로, 포지션은 투수였다. 1937년부터 1951년까지 메이저 리그 베이스볼(MLB)의 세인트루이스 브라운스, 클리블랜드 인디언스, 피츠버그 파이리츠, 시카고 컵스, 뉴욕 양키스 등지에서 뛰었다. 1944년 소속팀 세인트루이스 브라운스가 아메리칸 리그(AL) 페넌트 우승을 차지할 당시 팀의 핵심 선발투수였다. 이듬해에는 13승 4패를 거두며 .765의 승률로 이 부문 AL 1위에 이름을 올렸다.